# Далем (Француска)
Далем (фр. Dalem) насеље је и општина у североисточној Француској у региону Лорена, у департману Мозел која припада префектури Буле Мозел.
По подацима из 1999. године у општини је живело 577 становника, а густина насељености је износила 78 становника/km². Општина се простире на површини од 7,32 km². Налази се на средњој надморској висини од 230 метара (максималној 355 m, а минималној 206 m).

## Демографија
| 1962. | 1968. | 1975. | 1982. | 1990. | 1999. | 2009. | 2011. |
| ----- | ----- | ----- | ----- | ----- | ----- | ----- | ----- |
| 487   | 530   | 550   | 574   | 545   | 577   | 654   | 673   |

График промене броја становника у току последњих година